# Cançons hurrites

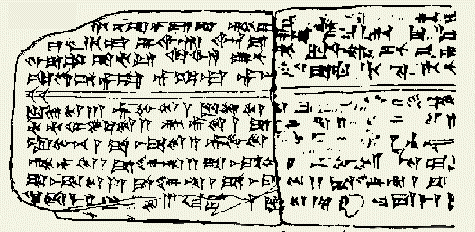
Dibuix d'un dels costats de la tauleta cuneïforme que conté l'himne a la deessa Nikkal, el més antic i preservat íntegrament dels trenta-sis descoberts a Ugarit.

Les Cançons hurrites són una col·lecció de fragments de música inscrites en cuneïforme en tauletes d'argila trobades en una excavació a l'antiga ciutat dels amorrites-cananeus de Ugarit, en un promontori al nord de Siria, que daten de l'any 1400 aC aproximadament. Una d'aquestes tauletes es troba conservada gairebé íntegrament i conté l'himne hurrita a Nikkal (també conegut com l'Himne de culte hurrita o un Záluží als déus, o simplement h.6).
Mentre que els noms dels compositors d'algunes de les peces es coneixen, l'h.6 és una composició anònima.

## Història

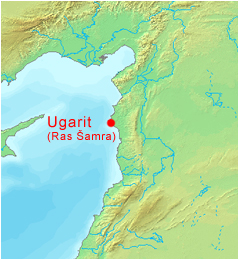
Ugarit, actualment Ras Shamra, Síria.

Es tracta de 36 himnes en escriptura cuneïforme, que es troben en fragments de tauletes d'argila trobades en una excavació en la dècada de 1950 en el palau real de Ugarit (actualment Ras Xamra, Síria), en un estrat que data del segle xiv aC, és l'únic text que sobreviu de manera substancial complet. Una selecció d'aquests fragments es va publicar per primera vegada el 1955 i el 1968 per Emmanuel Laroche, qui va identificar com a parts d'una sola tauleta d'argila tres fragments catalogats pels arqueòlegs com RS 15.30, 15.49 i 17.387. Al catàleg de Laroche els himnes es designen amb una h. (Que vol dir "hurrita") 2-17, 19-23, 25-6, 28, 30, junt amb petits fragments de RS. 19,164 g, j, n, o, p, r, t, w, x, i, aa, i gg. L'himne h.6 es completa en aquesta llista. Un text revisat d'h.6 es va publicar el 1975.
L'h.6 conté la lletra d'un himne a Nikkal, una deessa semítica d'horts, i les instruccions per a un cantant acompanyat d'un sammûm de nou cordes, un instrument semblant a un arpa o a una lira. Una o més de les tauletes també contenen instruccions per afinar l'instrument.
Els himnes hurrites sembla que són els més antics, ja que tenen una datació anterior a altra música escrita, com per exemple, l'Epitafi de Seikilos o els Himnes Dèlfics, escrites un mil·lenni després, però solament es conserven fragments i la seva transcripció segueix sent controvertida.
Les tauletes són actualment part de la col·lecció del Museu Nacional de Damasc.

## Notació musical

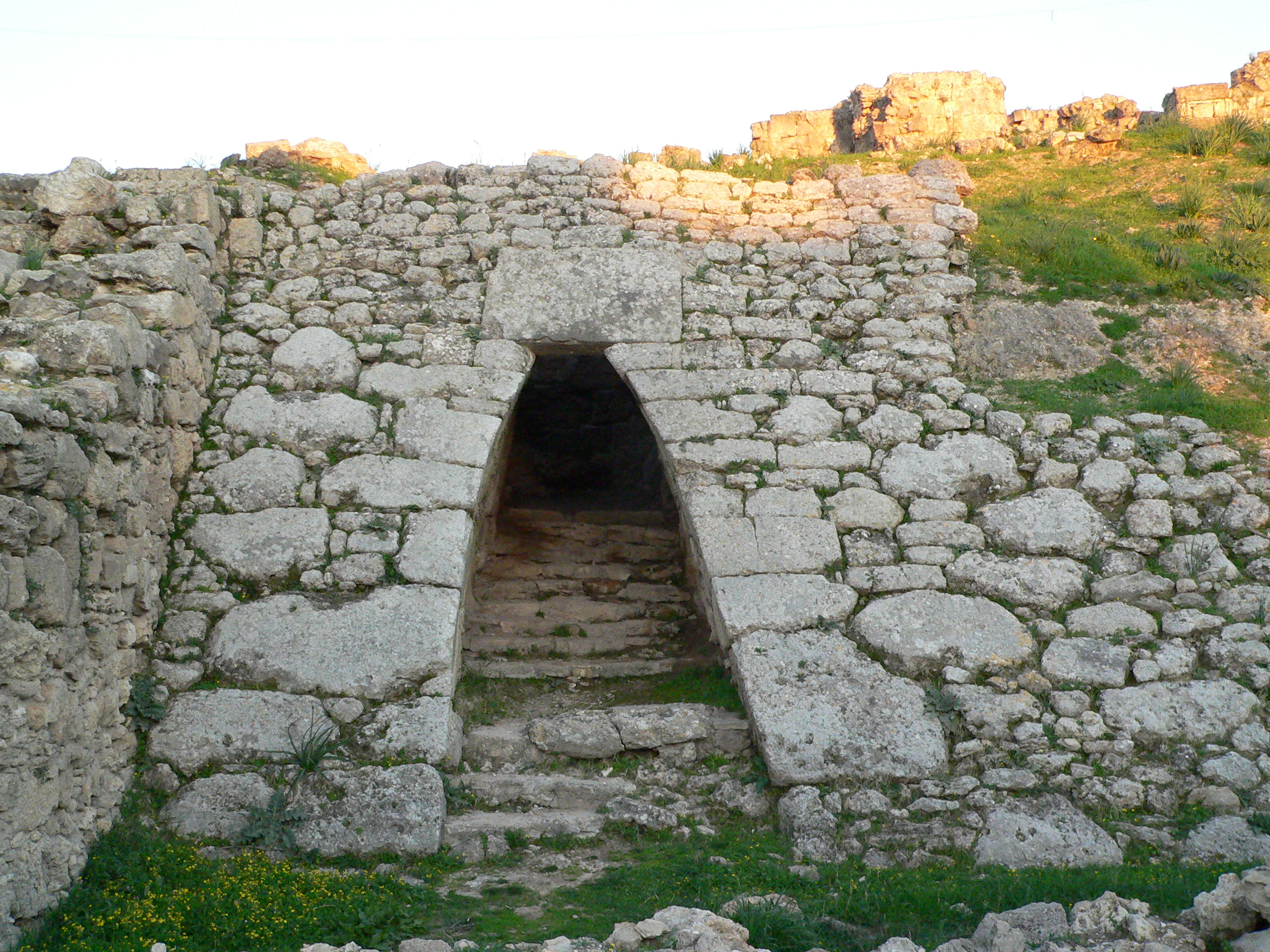
L'Entrada al palau reial en Ugarit, on les cançons van ser trobades.

La disposició de la tauleta h.6 col·loca les paraules de l'himne hurrita en la part superior, sota les quals hi ha una línia doble de divisió. El text de l'himne està escrit en una espiral contínua, alternant els costats per ambdues cares de la tauleta en una disposició que no es troba en els textos babilònics. [13] Sota això es troben les instruccions musicals accadies, que consisteix d'intervals seguits per signes de nombre. [14 ] Les diferències en les transcripcions giren entorn de la interpretació del significat d'aquests signes apariats, i la relació amb el text de l'himne. A continuació sota les instruccions musicals hi ha una altra línia divisora sota la qual es troba un colofó en lectura accadia que cita: "Aquesta [és] una cançó [en el] nitkibli [és a dir. en el to nid qabli ], un Záluží ... escrit per Ammurabi ". [15] Aquest nom i el d'un altre escriba que es troba en una de les altres tauletas, Ipsali, són tots dos semites. No hi ha compositor per a l'himne complet, però els noms de quatre compositors es troben en cinc de les peces fragmentàries: Tapšiẖuni, Puẖiya (na), Urẖiya (dos himnes: h.8 i h.12), i Ammiya. Aquests són tot noms hurrita.
La notació musical cuneïforme accadia es refereix a una escala diatònica heptatónica en una lira de nou cordes, en un sistema de afinación descrit en tres tauletas accadies, dos del període tardà de Babilònia i un del període babilònic antic (aproximadament al segle xviii abans de Crist). [17 ] La teoria de Babilònia descriu intervals de tercera, quarta, quinta i sexta, però només amb termes específics per als diferents grups de cordes que poden ser travessat per la mà sobre aquesta distància, dins del rang purament teòric d'una lira de set cordes (fins i tot encara que l'instrument real descrit té nou cordes). La teoria de Babilònia no tenia termini per a la distància abstracta d'un cinquè o una quart només per a cinquenes i quartes entre parells específics de cordes. Com a resultat, hi ha catorze termes en total, que descriuen dos grups de sis cordes, tres grups de cinc, quatre grups de quatre, i cinc grups diferents de tres cordes. És sorprenent que no hi ha termes coneguts corresponents a una sola nota, o intervals d'una sèptima.. Els noms d'aquests catorze parells de cordes formen la base del sistema teòric i estan disposades de dos en dos en les fonts antigues (parells de nombres cordes en primer lloc, a continuació, els noms babilònics vells regularitzats i traduccions):
1-5 nīš gab(a)rîm (elevació de la contraparte)
7-5 šērum (cançó?)
2-6 išartum (recte / en bones condicions)
1-6 ša elšatum (tercera)
3-7 embūbum (reed-pipe)
2-7 rebûttum (quar)
4-1 nīd qablim(tirant-ho de la mitjana)
1-3 isqum (lot / porció)
5-2 qablītum (mitjà)
2-4 titur qablītim (pont de la mitjana)
6-3 kitmum (cobrint / tancant)
3-5 titur išartim (pont d'išartum)
7-4 pītum (obertura)
4-6 S / zerdum (?)
Una transcripció de les dues primeres línies de l'anotació en h.6 es llegeix: 
*qáb-li-te 3 ir-bu-te 1 qáb-li-te 3 ša-aḫ-ri 1 i-šar-te 10 uš-ta-ma-a-ri
*ti-ti-mi-šar-te 2 zi-ir-te 1 ša-[a]ḫ-ri 2 ša-aš-ša-te 2 ir-bu-te 2.
Va ser la substitució no sistemàtica dels noms d'interval, la seva ubicació per sota dels textos lírics i la intercalació regular de nombres el que va portar a la conclusió que aquests van ser la notació de composicions musicals.
Alguns dels termes difereixen en diversos graus de les formes acad es troben en el més antic text teòric, la qual cosa no és sorprenent, ja que eren els termes estrangers. Per exemple, en la notació irbute himne correspon a rebûttum en el text šaḫri = šērum, zirte = ṣ/zerdum, šaššate = šalšatum, and titim išarte = titur išartim. També hi ha uns pocs més rars, paraules addicionals, alguns d'ells aparentment hurritans en lloc de accadian. A causa que aquests interrompen el patró d'interval numeral, poden ser modificadors de l'interval de trucada anterior o següent. La primera línia de h.6, per exemple, acaba amb Usta mari, i aquesta paraula de parell també es troba en diferents de les altres tauletes d'himnes fragmentàries, en general després, però no abans d'un nombre.

## Text
El text d'h.6 és difícil, en part a causa de la pròpia llengua hurrita s'entén de manera imperfecta, i en part a causa de petites llacunes a causa de fragments que falten de la tauleta d'argila. No obstant això, encara que sembla que la llengua és un dialecte local Ugarit, que difereix significativament dels dialectes coneguts d'altres fonts, també és possible que la pronunciació d'algunes paraules es va alterar de la parla normal a causa de la música. Malgrat les moltes dificultats, és clarament un text religiós en relació amb ofrenes a la deessa Nikkal, esposa del déu de la lluna. El text es presenta en quatre línies, amb la particularitat que les set finals síl·labes de cadascuna de les tres primeres línies en el revers de la tauleta es repeteixen al principi de la línia següent en el recte. Mentre Laroche va veure en això un procediment similar a l'empleat per escribes babilònics en els textos més llargs per donar continuïtat a la transició d'un comprimit a un altre, Güterbock i Kilmer van prendre la posició que aquest dispositiu no es troba dins del text en un sol comprimit, i pel que aquestes síl·labes repetides han de constituir tornada que divideixen el text en seccions regulars. Per a això, Duchesne-Guillemin replica que la trajectòria espiral recte-vers-recte del text, un arranjament desconegut en Babilonia, àmplies raons per a l'ús de tals guies.
Es va fer el primer intent publicat per interpretar el text d'h.6 el 1977 per Hans-Jochen Thiel, i el seu treball va ser la base per a un de nou, però encara molt provisional, intent realitzat 24 anys després per Theo JH Krispijn, després d'això s'ha fet progrés significatiu gràcies als descobriments arqueològics realitzats actualment en un lloc a prop de Boğazkale, Turquia.